# Z15 Erich Steinbrinck
Z15 Erich Steinbrinck – niemiecki niszczyciel typu 1934A (Leberecht Maass) z okresu przedwojennego i II wojny światowej. Po wojnie do 1949 służył w marynarce ZSRR jako Pyłkij.

## Budowa
Zamówiony 19 stycznia 1935, położenie stępki – 30 maja 1935, wodowanie – 24 września 1936, wejście do służby – 31 maja 1938. Zbudowany w stoczni Blohm und Voss w Hamburgu (numer stoczniowy B503). W systemie oznaczeń niemieckich niszczycieli miał przydzielony numer Z15 (rzadko używany oficjalnie). Nosił numery burtowe: 31, następnie 32 (usunięte 9 listopada 1939). Koszt budowy wyniósł 14,1 miliona Reichsmark.
Nazwę nadano mu na cześć niemieckiego kapitana marynarki Ericha Steinbrincka, dowódcy niszczyciela V29, poległego wraz z okrętem w bitwie jutlandzkiej 31 maja 1916.

## Służba w Niemczech
Przed wojną uczestniczył m.in. w rewii floty przed Hitlerem i węgierskim regentem Horthym (19 sierpnia 1938), a następnie w rejsie niszczycieli na wody Hiszpanii i Maroka (kwiecień – maj 1939).

### Bałtyk i Morze Północne 1939–1940
Po wybuchu II wojny światowej brał udział w kampanii wrześniowej 1939 roku (wraz z „Friedrich Ihn” i „Friedrich Eckoldt” wchodził w skład 3 Dywizjonu Niszczycieli). 2 września 1939 roku, według meldunku niemieckiego, o godz. 13.11 został niecelnie zaatakowany torpedą z polskiego okrętu podwodnego. Polskim okrętem podwodnym, który go wykrył, był „Wilk”, zaatakowany następnie i uszkodzony bombami głębinowymi przez towarzyszące niszczycielowi trałowce M 4 i M 7, lecz według polskich źródeł nie doszło do ataku torpedą. Od 4 września „Steinbrinck” działał na Morzu Północnym i w Cieśninach Duńskich, m.in. osłaniając stawianie obronnej zagrody minowej „Martha” na Morzu Północnym 15 września 1939. W dniach 7–9 października 1939 uczestniczył w bezskutecznej operacji przechwytywania brytyjskich statków między Szwecją a Wielką Brytanią.
Na przełomie 1939 i 1940 stawiał ofensywne zagrody minowe u wybrzeży Anglii w trzech nocnych operacjach: 18/19 listopada 1939 w ujściu Humber, pod flagą kmdra por. Beya (z „Hans Lody” i „Friedrich Eckoldt” – prawdopodobnie na tych minach zatonął MS „Piłsudski”), 12/13 grudnia 1939 pod Newcastle (z „Friedrich Ihn”, „Bruno Heinemann”, „Richard Beitzen” i „Hermann Künne”) oraz 6/7 stycznia 1940 u ujścia Tamizy (z „Friedrich Eckoldt” i „Friedrich Ihn”). 23 grudnia 1939 został lekko uszkodzony w kolizji z „Hermann Schoemann” w rejonie Wilhelmshaven.
Od stycznia do kwietnia 1940 przebywał w remoncie. Nie brał udziału w ataku na Norwegię. Na początku czerwca 1940 wziął udział w operacji Juno – eskorcie pancerników „Scharnhorst” i „Gneisenau” i krążownika „Admiral Hipper” atakujących alianckie transporty z Norwegii (z niszczycielami „Hermann Schoemann”, „Hans Lody” i „Karl Galster” oraz torpedowcami „Falke” i „Jaguar”). Później, w dniach 20–23 czerwca 1940, eskortował uszkodzonego podczas operacji „Scharnhorsta” do Kilonii (z „Schoemannem”, „Lody” i dwoma torpedowcami). 1 września 1940 osłaniał operację stawiania zagrody minowej SW3 na Morzu Północnym.

### Francja 1940–1941
Od 20 września do listopada 1940 „Steinbrinck” operował z Brestu w zachodniej Francji. Prawdopodobnie w tym okresie został wyposażony w radar. W nocy z 28 na 29 września 1940 stawiał ofensywną zagrodę minową na wodach angielskich – w Zatoce Falmouth (wraz z „Paul Jacobi”, „Friedrich Ihn”, „Karl Galster”, „Hans Lody”, pod osłoną „Friedrich Eckoldt” i „Theodor Riedel”; na minach tych zatonęło 5 statków). 10 października 1940 został lekko uszkodzony przez lotnictwo brytyjskie w Breście (1 zabity, 3 rannych). Podczas kolejnej akcji w Kanale Bristolskim w nocy z 17/18 października, wraz z „Lody", „Ihnem” i „Galsterem” wziął udział w pojedynku artyleryjskim z wspieranymi przez niszczyciele brytyjskimi krążownikami HMS „Newcastle” i „Emerald”. Podczas tego pojedynku zaatakował bezskutecznie torpedami krążownik „Newcastle”.
Od listopada 1940 do stycznia 1941 przebywał w remoncie, po czym od kwietnia 1941 ponownie działał z różnych portów francuskich w składzie 5. Flotylli, m.in. z La Pallice (wraz z „Friedrich Ihn” i „Bruno Heinemann”), eskortując głównie okręty w Zatoce Biskajskiej. 15 (lub 25) sierpnia 1941 został uszkodzony na mieliźnie w La Pallice. Wycofany 6 września do Niemiec, w remoncie od września do grudnia 1941, następnie pozostawał na Bałtyku. Około tego okresu otrzymał lekkie uzbrojenie plot wzmocnione do 9 działek 20 mm.

### Północna Norwegia 1942–1943
Od sierpnia 1942 „Steinbrinck” operował z Norwegii, działając przeciw konwojom do ZRRR w Arktyce, jednak bez większych zdarzeń bojowych. 3 września 1942 lekko uszkodzony na skałach w rejonie Kirkenes, remontowany od września do grudnia 1942. Od lutego 1943 ponownie działał w północnej Norwegii. W marcu 1943, służąc jako cel dla szkolenia okrętów podwodnych, został lekko uszkodzony torpedą szkolną niemieckiego okrętu podwodnego U-703. 8 września 1943 wziął udział w operacji Zitronella – rajdzie niemieckich pancerników na Spitsbergen. 21 listopada 1943 lekko uszkodzony w kolizji z „Hans Lody”, po czym 26 listopada 1943 uszkodzony w kolizji z norweskim parowcem „Samev”. Od grudnia 1943 do stycznia 1944 w remoncie.

### Cieśniny Duńskie 1944
Od stycznia do kwietnia 1944 działał w rejonie Cieśnin Duńskich, między innymi osłaniając kilkakrotnie operacje stawiania obronnych zagród minowych w lutym i kwietniu. Następnie, od maja 1944 przebywał w kapitalnym remoncie połączonym z modernizacją. Na skutek poważnych uszkodzeń podczas nalotów amerykańskich na Hamburg 18 czerwca 1944 i 4 listopada 1944, nie ukończono remontu do końca wojny. W toku remontu zamontowano na nim uzbrojenie przeciwlotnicze: 14 działek 37 mm i 10 x 20 mm kosztem zdemontowania jednego działa artylerii głównej. Zastosowano też wydłużony „atlantycki” dziób, zwiększając długość do 123 m i nieco poprawiając kiepskie własności morskie.
Dowódcy:
- kmdr por. (Fregattenkapitän) Rolf Johannesson (8 czerwca 1938 – 27 stycznia 1942)
- kmdr ppor. (Korvettenkapitän) Freiherr Heinrich Freytag von Loringhoven (27 stycznia 1942 – 29 grudnia 1942)
- kmdr por. Otto Teichmann (29 grudnia 1942 – 3 listopada 1944)
- kpt. mar. (Kapitänleutnant) Dietrich von Rödgisch-Ballas  (4 listopada 1944 – 14 listopada 1944)
- kmdr por. Werner Röver (15 listopada 1944 – 8 maja 1945)

## Służba w ZSRR
Po wojnie w 1946 przekazany ZSRR i wcielony do służby pod nazwą „Pyłkij”, lecz z uwagi na zły stan techniczny 16 listopada 1948 został wycofany do rezerwy, a 30 kwietnia 1949 przekształcony na hulk koszarowy PKZ-2. 19 lutego 1958 skreślony z listy floty i następnie złomowany.
Historia konstrukcji i opis okrętu – w opisie niszczycieli Typu 1934.

## Dane techniczne
- wyporność:
  - standardowa: 2239 t
  - pełna: 3165 t
- wymiary:
  - długość: 121 m
  - szerokość: 11,3 m
  - zanurzenie: 3,8-4,3 m
- napęd: 2 turbiny parowe o mocy łącznej 70 000 KM, 6 kotłów parowych Bensona (ciśnienie pary 110 atm), 2 śruby
- prędkość maksymalna: 38 w.
- zasięg: 1530 mil morskich przy prędkości 19 w.
- zapas paliwa: 670 t. mazutu
- załoga: 325

Uzbrojenie: 
- 1938-1944:
  - 5 dział 127 mm SK C/34 w pojedynczych stanowiskach, osłoniętych maskami (5xI)
    - długość lufy L/45 (45 kalibrów), donośność maksymalna 17.400 m, kąt podniesienia +30°, masa pocisku 28 kg, zapas amunicji – 120 na działo (rzeczywisty kaliber 128 mm).

  - 4 działka przeciwlotnicze 37 mm LC/30 podwójnie sprzężone (2xII)
  - 6-9 działek przeciwlotniczych 20 mm (6xI)
  - 8 wyrzutni torpedowych 533 mm (2xIV), 12-16 torped
  - 18 bomb głębinowych (zrzutnia bg, później 4 miotacze bg)
  - możliwość zabrania 60 min morskich

- 1945:
  - 4 działa 127 mm SK C/34 w pojedynczych stanowiskach, osłoniętych maskami (4xI)
  - 14 działek przeciwlotniczych 37 mm M/42 (7xII)
  - 10 działek przeciwlotniczych 20 mm (1xIV, 3xII)
  - 8 wyrzutni torpedowych 533 mm (2xIV), 12-16 torped
  - bomby głębinowe (zrzutnia bg, 4 miotacze bg)
  - możliwość zabrania 60 min morskich

Wyposażenie
- radar FuMo 21 (od 1941/42), FuMo 24/25 (od 1943)
- radar FuMo 63 (od 1944)
- szumonamiernik GHG (nie został wyposażony w hydrolokator S-Gerat)
- system kierowania ogniem artylerii głównej: dwa 4-metrowe dalmierze stereoskopowe (na nadbudówce dziobowej i śródokręciu), centrala artyleryjska C34/Z